# ۵۱ عقاب
۵۱ عقاب یک ستاره است که در صورت فلکی عقاب قرار دارد.